# Arcàgat (metge)
Arcàgat (en grec antic: Ἀρχάγαθος, llatí: Archagatus) fou un metge grec fill de Lisànies.
Es va establir a Roma l'any 219 aC i va exercir aquesta professió. Segons Luci Cassi Hemina va ser el primer metge que va exercir com a tal en aquella ciutat. Inicialment va ser rebut amb molt de respecte, i li va ser concedit el ius quiritium, és a dir, els privilegis d'una persona nascuda a Roma, i a més se li va comprar amb diners públics una botiga on exercir i vendre medicaments. Però la seva pràctica mèdica era molt dura, i sembla que era gairebé quirúrgica, utilitzant el ganivet i el cauteri, les sagnies i les purgues, i això va produir un rebuig de la ciutat als seus mètodes i a la pràctica mèdica en general.